# Van Alphen
van Alphen – holenderska rodzina patrycjuszowska. Przedstawiciele rodziny van Alphen pełnili liczne funkcje urzędnicze w Holandii w XVII i XVIII wieku. Silnie związani z miastem Lejda.

## Przedstawiciele rodu
- Abraham van Alphen (1655–1721) – regent miasta Lejda, burmistrz tego miasta w latach 1708–09; radca Admiralicji Amsterdamu w latach 1704–06.
- Daniel Simonszoon van Alphen (1638–1711) – regent miasta Lejda i burmistrz miasta w latach 1705–08.
- Beatrix van Alphen (1672–1728) – córka poprzedniego, jej mężem został Johan van Assendelft.
- Daniel Danielszoon van Alphen (1651–1733) – regent miasta Lejda, burmistrz tego miasta w latach 1716–17; kuzyn Daniela Simonszoona.
- Daniel van Alphen junior (1681–1727) – syn poprzedniego, drugi sekretarz w Lejdzie od roku 1716 do 1719.
- Hieronymus van Alphen (1746–1803) – polityk i pisarz